# Fripe et Pouille
Pour les articles homonymes, voir Pouille (homonymie).
Fripe et Pouille est une émission de télévision québécoise en 78 épisodes de 14 minutes diffusée du 3 septembre 1990 à 1992 sur le Canal Famille, et rediffusée à partir du 6 septembre 1997 à TQS.

## Synopsis
Fripe et Pouille, deux amis inséparables se sont enfuis d'une bande dessinée à l'aide de l'avion en papier que Fripe a préparé. Ils ont atterri dans un appartement où ils partageront leurs aventures toutes aussi loufoques les unes que les autres.

## Distribution
- France Beaulé : Fripe
- André Desjardins : Pouille
- Nathalie Déry : Lili
- Nathalie Coupal : Mme Pécadille
- Martin Larocque : Jérémie Tocard
- Emmanuel Charest : Clément
- Joël Legendre : Jean Dupays

## Fiche technique
- Scénarisation : Isabelle Langlois
- Réalisation : Guy Bouchard et Franck Duval
- Société de production : Trinôme inc.

## Nominations
- 1992 : Prix Gémeaux du meilleur texte pour une émission ou une série jeunesse
- 1992 : Prix Gémeaux de la meilleure interprétation pour une émission ou une série jeunesse